# Sicherheitstechnische Kontrolle
Die Sicherheitstechnische Kontrolle (STK) ist eine für Betreiber von Medizinprodukten vorgeschriebene periodische Sicherheitsüberprüfung. In der Medizintechnik ist die STK eine Maßnahme zur Feststellung der Sicherheit eines aktiven, nichtimplantierbaren Medizinproduktes. Das Ziel dieser Maßnahme ist das rechtzeitige Erkennen von Gerätemängeln und Risiken für Patienten, Anwender oder Dritte. Die Durchführung einer STK wird überwiegend von einem staatlich geprüften Medizintechniker, oft auch durch speziell geschulte Elektriker oder Elektroniker vollzogen. Die spezielle Qualifikation wird notwendig aufgrund der hohen Haftungsrisiken des Prüfers und die während der Prüfung notwendige Beurteilung von technischen Risiken unter Berücksichtigung der aktuellen Rechtsgrundlagen und Prüfvorgaben.

## Allgemein
Die Medizinprodukte-Betreiberverordnung (MPBetreibV) bildet die Rechtsgrundlage für die Sicherheitstechnische Kontrolle, welche durch § 11 MPBetreibV näher beschrieben wird. Entsprechend der MPBetreibV sind alle aktiven Medizinprodukte, die der Definition der Anlage 1 (MPBetreibV) entsprechen, STK-pflichtig. Die sicherheitstechnischen Kontrollen sind spätestens alle zwei Jahre durchzuführen.
Der Hersteller eines Medizinproduktes gibt vor, welche Kontrollen durchzuführen sind und in welchem zeitlichen Abstand diese erfolgen müssen, jedoch ist seit der letzten Novellierung der Betreiber nicht mehr an Herstellervorgaben gebunden, sofern das Mindestintervall von 2 Jahren eingehalten wird. Laut Gesetz müssen alle Geräte nach Anlage 1 MPBetreibV einer STK unterzogen werden, auch wenn der Hersteller für diese nicht explizit eine STK vorgeschrieben hat. Der Hersteller kann seit der letzten Novellierung eine STK nicht mehr ausschließen, was z. B. meist bei automatisierten Defibrillatoren vorher möglich war.
Für die Durchführung einer STK ist Voraussetzung, dass der Prüfer durch Ausbildung, Kenntnisse und praktische Tätigkeit Erfahrung für die ordnungsgemäße Kontrolle des Gerätes besitzt. Die zur Durchführung der Überprüfung notwendigen Prüf- und Messinstrumente müssen verfügbar sein und der Prüfer darf hinsichtlich seiner Kontrolltätigkeit keiner Weisung unterliegen.
Der Prüfer bzw. Techniker, der die sicherheitstechnische Kontrolle durchführt, muss ein Protokoll anfertigen, „das das Datum der Durchführung und die Ergebnisse der sicherheitstechnischen Kontrolle unter Angabe der ermittelten Messwerte, der Messverfahren und sonstiger Beurteilungsergebnisse enthält“. Der Betreiber muss dieses Protokoll zumindest bis zur nächsten Prüfung aufbewahren.
Bei Sicherheitstechnischen Kontrollen sind ggf. auch Messtechnische Kontrollen (MTK) nach § 14 MPBetreibV durchzuführen.

## Beispiele für STK-pflichtige Geräte
- Defibrillatoren
- HF-Geräte
- Infusionspumpen
- Inkubatoren
- Patientenmonitore (invasiv)

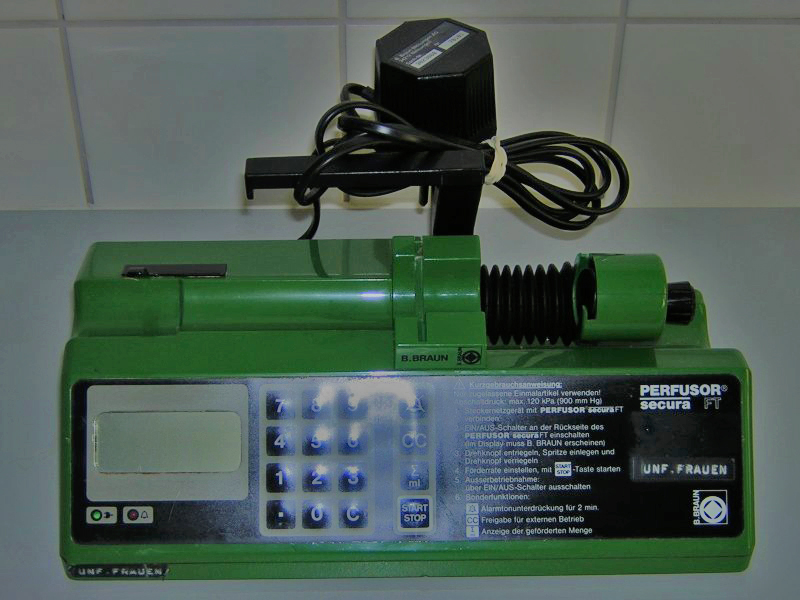
Der Perfusor secura FT der Firma B. Braun Melsungen bspw. hat ein STK-Intervall von 24 Monaten.

- Reizstrom-Therapiegeräte (z. B. Stangerbad)
- Spritzenpumpen
- externer Herzschrittmacher
- Ultraschalltherapiegerät